# Брок, Чарльз Эдмунд
Ча́рльз Э́дмунд Брок (англ. Charles Edmund Brock; 5 февраля 1870[…], Холлоуэй, Большой Лондон — 28 февраля 1938[…], Лондон) — популярный английский книжный иллюстратор и создатель штриховых рисунков. Свои работы он подписывал кратко — C. E. Brock.

## Биография
Брок родился в Холлоуэйе, Лондон, в 1870 году. Он был старшим в семье из четырёх братьев-художников, включавшей Генри Мэттью Брока, также иллюстратора. Позднее семья переехала в Кембридж.
Некоторое время Чарльз изучал искусство под руководством скульптора Генри Уайлса (англ. Henry Wiles). Он получил свой первый заказ на книгу в возрасте двадцати лет. Брок быстро обрёл успех, он иллюстрировал книги таких авторов, как Джонатан Свифт, Уильям Теккерей, Джейн Остин и Джордж Элиот. Брок и его братья содержали студию в Кембридже, наполненную различными сувенирами, антиквариатом, мебелью и коллекцией костюмов.
Наибольшей известности художник достиг благодаря своим штриховым рисункам, выполненным в традиции Хью Томсона, но он также был мастером по тонированным рисункам. Брок больше не публиковал работы после 1910 года.
Художник умер в Лондоне в 1938 году.

## Галерея
Джейн Остин, «Гордость и предубеждение», 1895

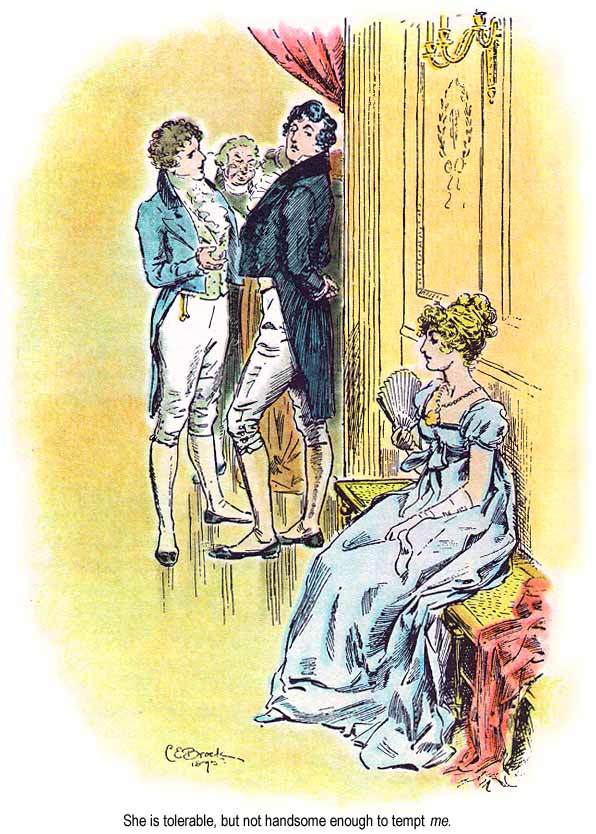
«Что ж, она как будто мила. И всё же не настолько хороша, чтобы нарушить мой душевный покой» (гл. 3)
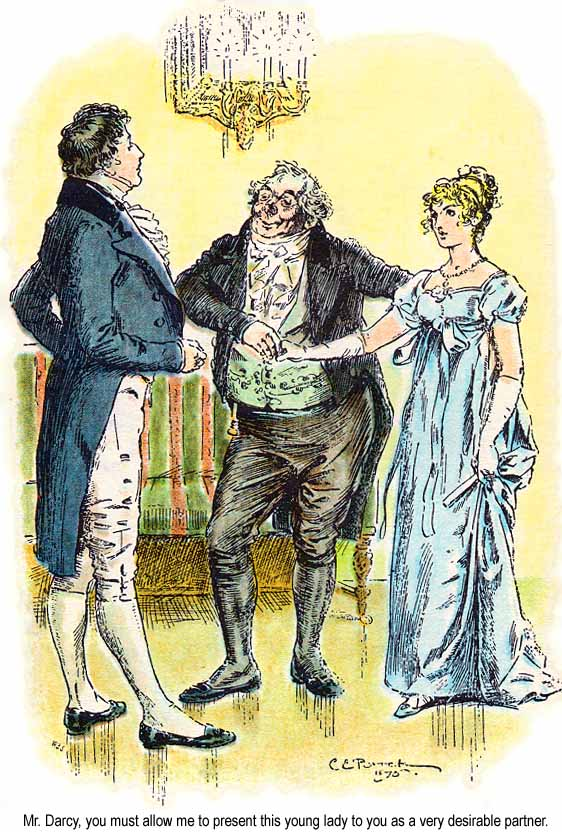
«Мистер Дарси, я буду крайне польщён, если по моему совету вы пригласите эту очаровательную юную леди» (гл. 6)
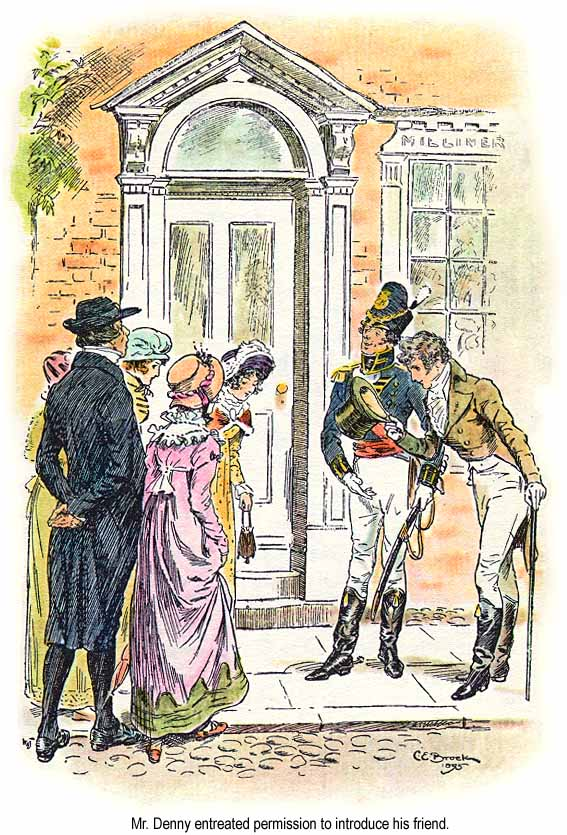
«Мистер Денни попросил разрешения представить своего друга» (гл. 15)
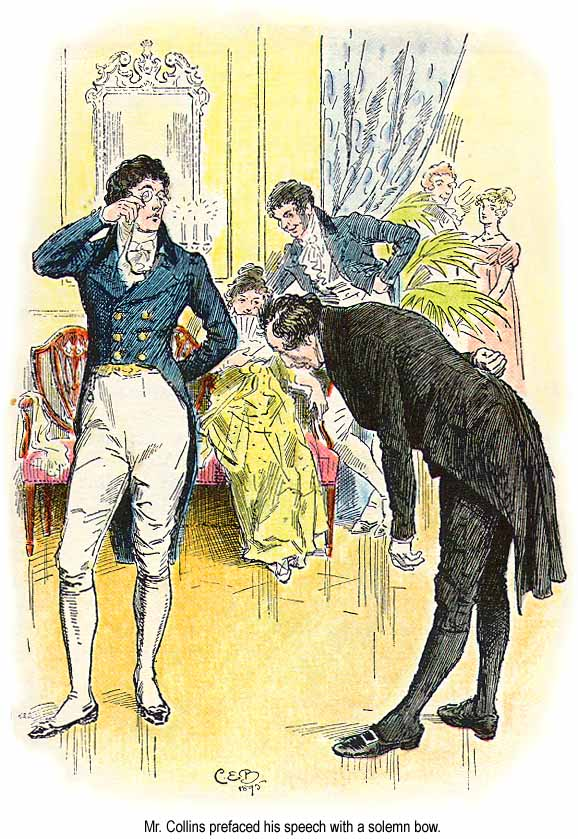
«Начал с торжественного расшаркивания» (гл. 18)
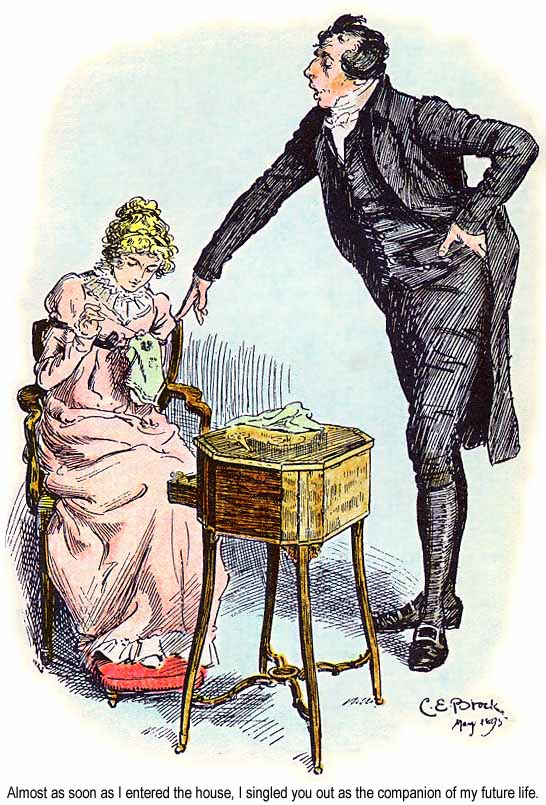
«Почти в ту самую минуту, как я переступил порог этого дома, я понял, что вам суждено стать спутницей моей жизни» (гл. 19)
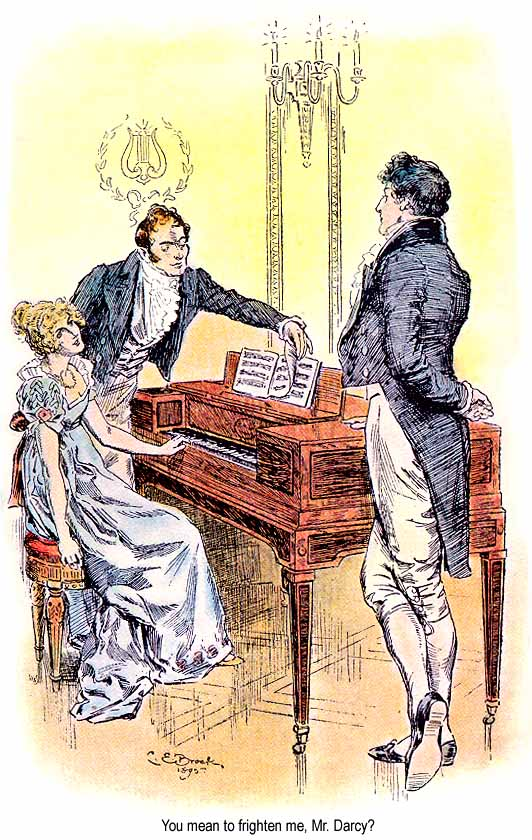
«Вы хотели меня смутить, мистер Дарси» (гл. 31)
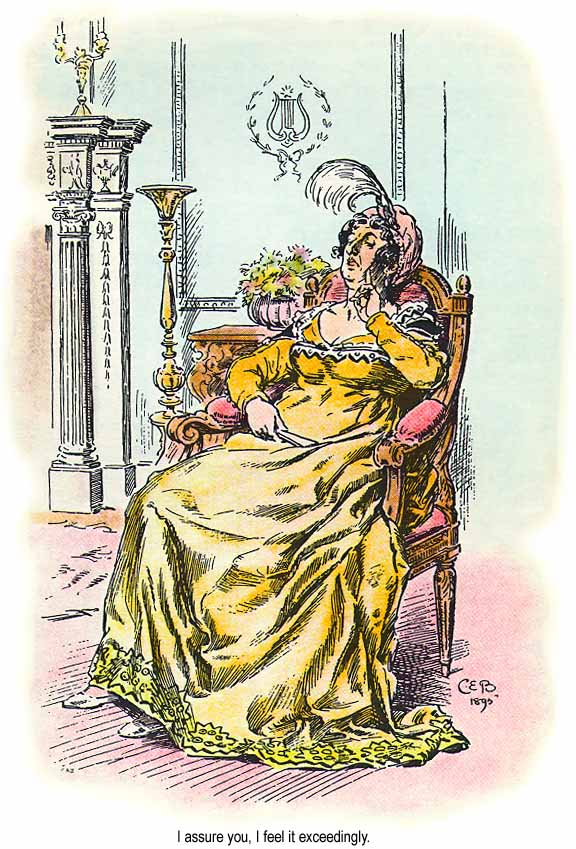
«Их отъезд глубоко разбередил мою душу» (гл. 37)
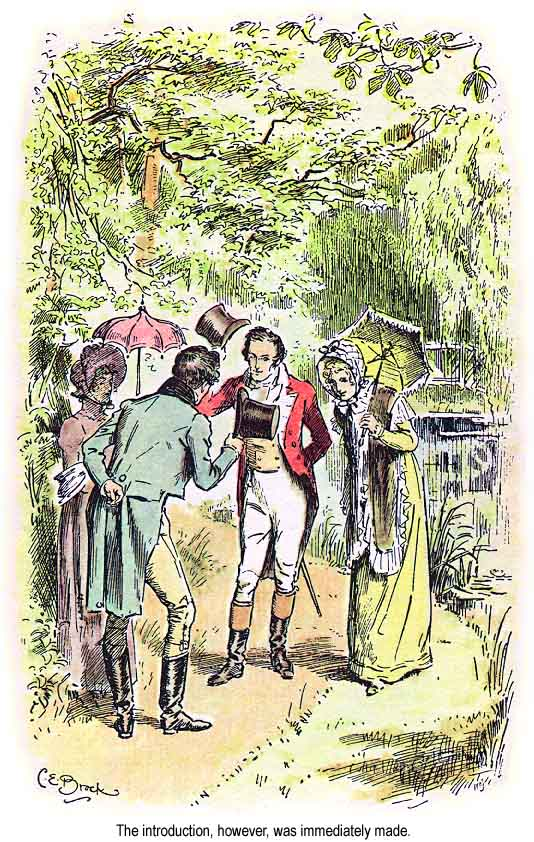
«Тем не менее она сразу их познакомила» (гл. 43)
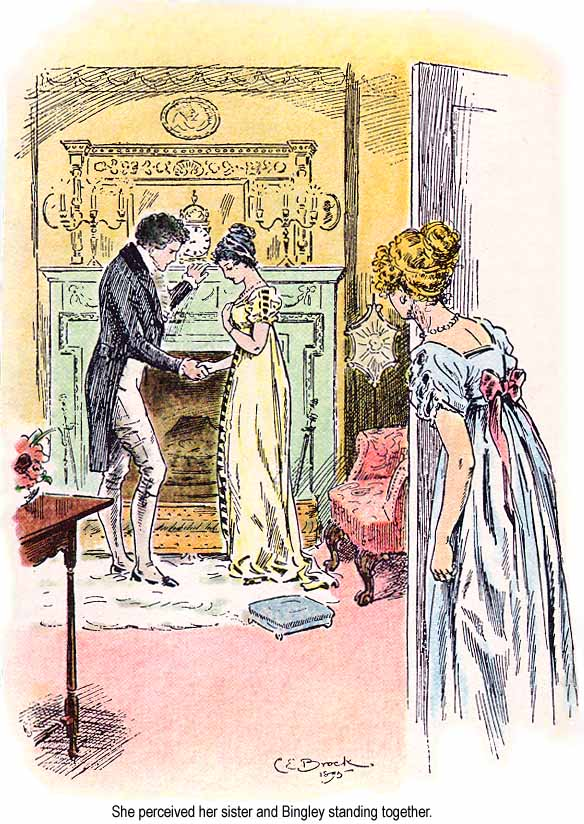
«Она увидела сестру и мистера Бингли» (гл. 55)
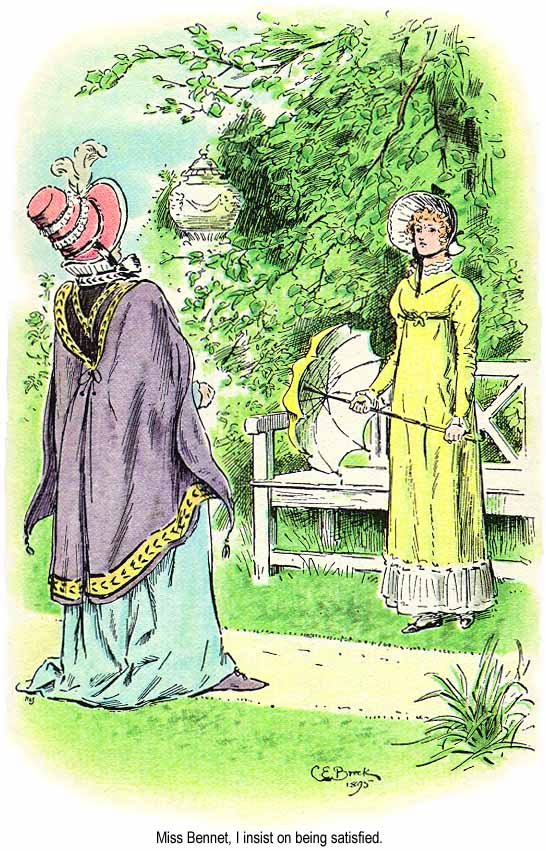
«Мисс Беннет, я требую, чтобы вы дали мне исчерпывающие объяснения» (гл. 56)
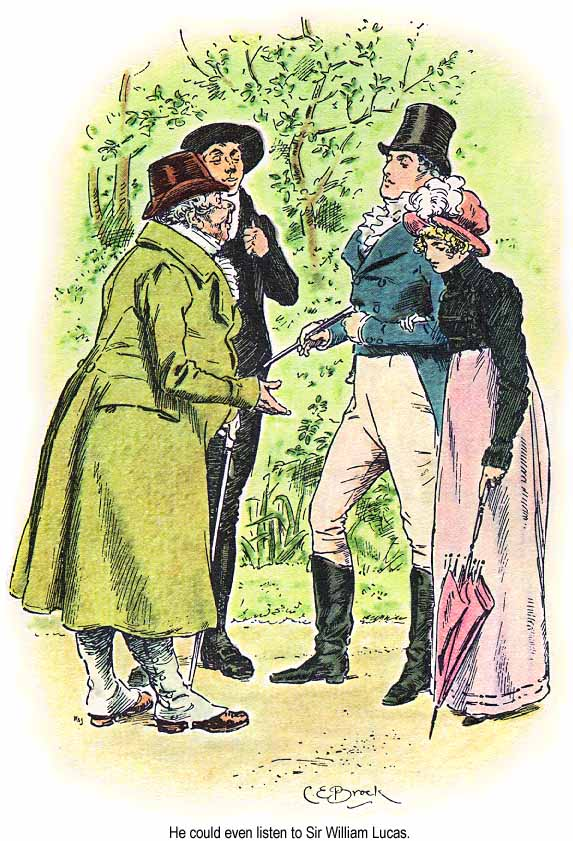
«Даже научился более или менее спокойно выслушивать сэра Уильяма Лукаса» (гл. 60)

Джейн Остин, «Доводы рассудка»
- лондонское издание 1898

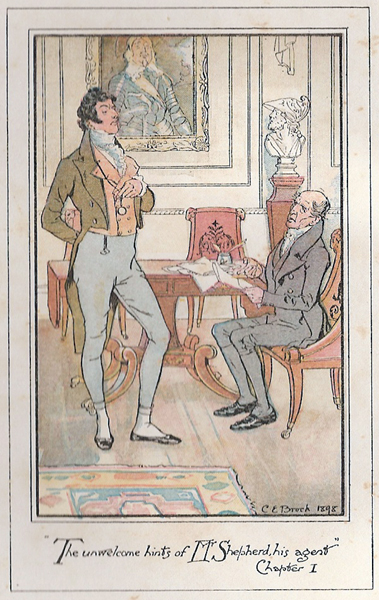
«Пренеприятнейшие намёки мистера Шеперда, его поверенного» (гл. 1)
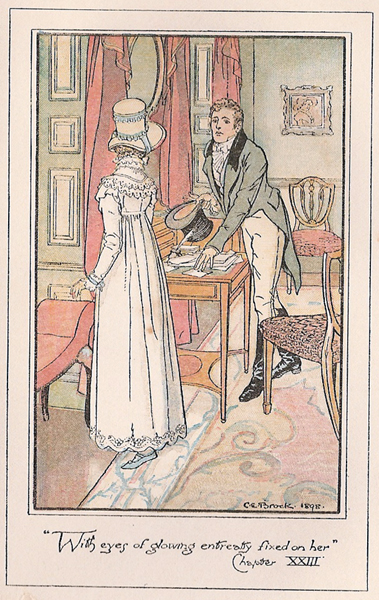
«Устремив на неё заклинающий взор» (гл. 23)

- издательство «J. M. Dent&Co» (Лондон), «E. P. Dutton&Co» (Нью-Йорк), 1909

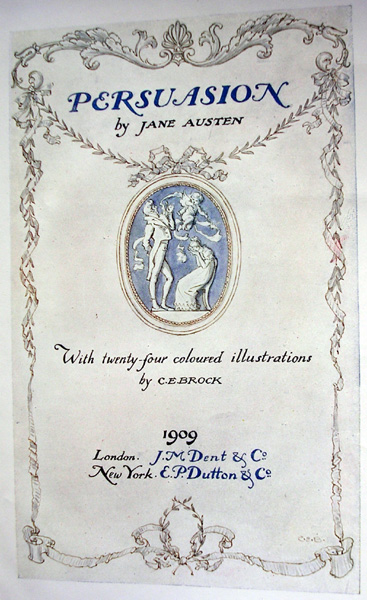
Титульный лист
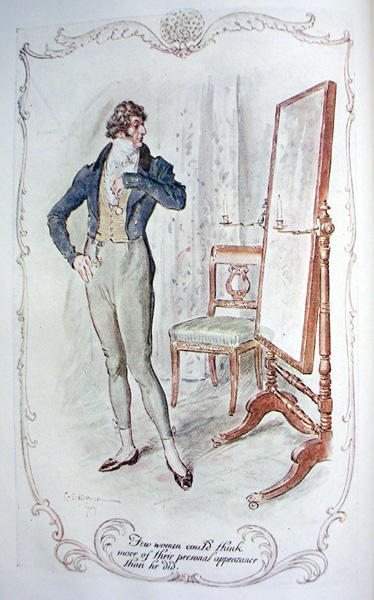
«Редко какая красавица так печётся о своей свежести, как заботился о ней сэр Уолтер» (гл. 1)
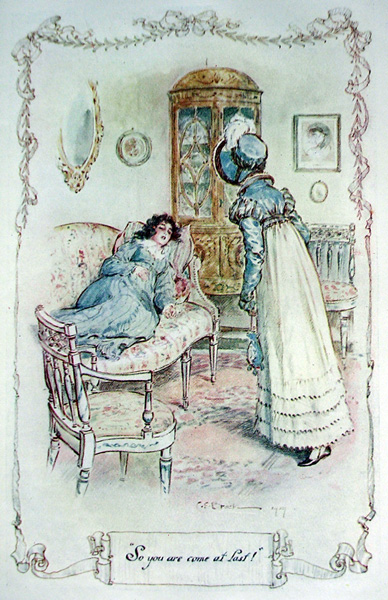
«Ну наконец то ты явилась!» (гл. 5)
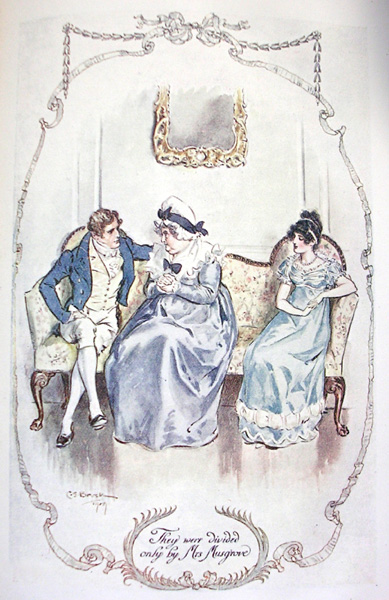
«Лишь миссис Масгроу их разделяла» (гл. 8)
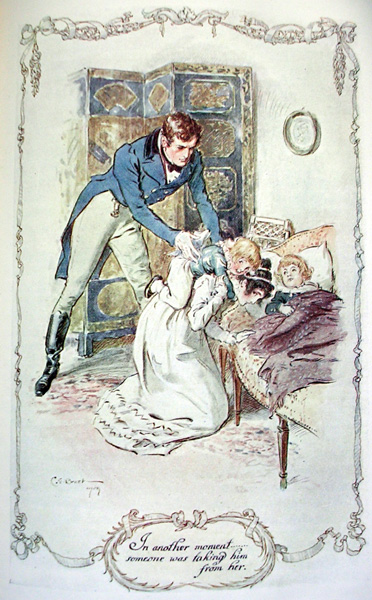
«Но тут же он с прежним рвением наскочил на неё сзади» (гл. 9)
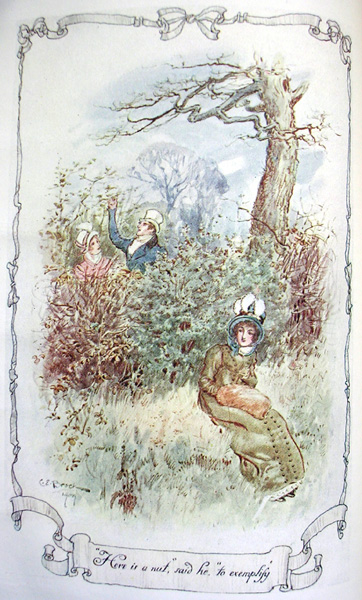
«Вот вам орех, — сказал он, — для наглядного примера…» (гл. 10)
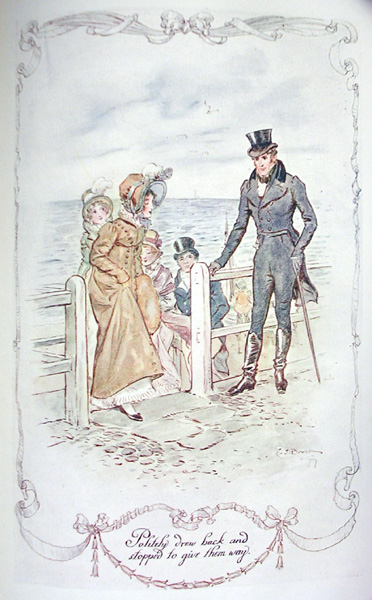
«Учтиво посторонился, уступая им дорогу» (гл. 12)
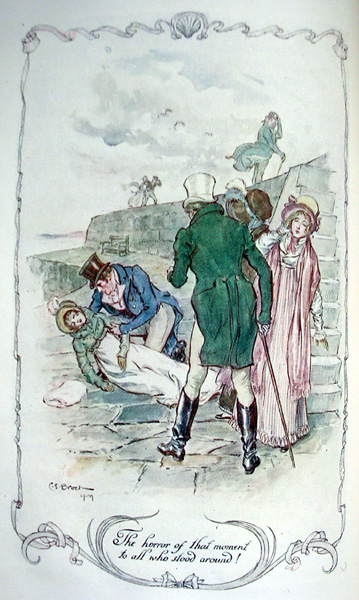
«Смятение, охватившее всех, кто стоял вокруг» (гл. 12)
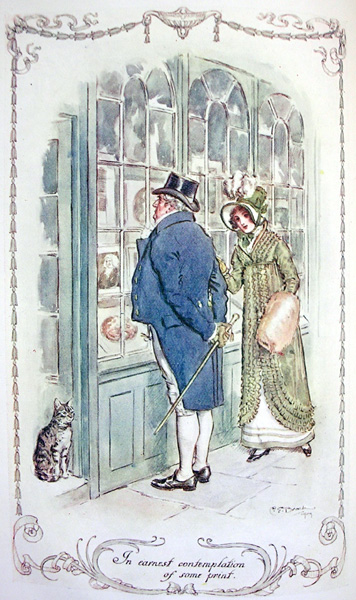
«Вперив задумчивый взор в одну из выставленных гравюр» (гл. 18)
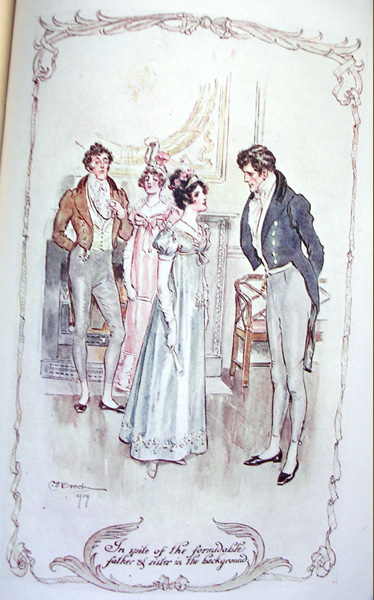
«Невзирая на грозных папеньку и сестрицу у неё за спиной» (гл. 20)
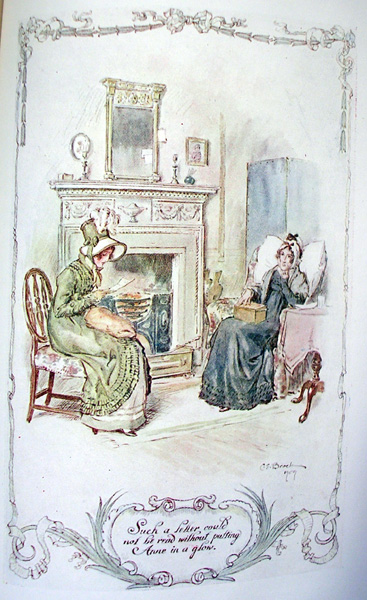
«Читая письмо, она преступала законы чести» (гл. 21)
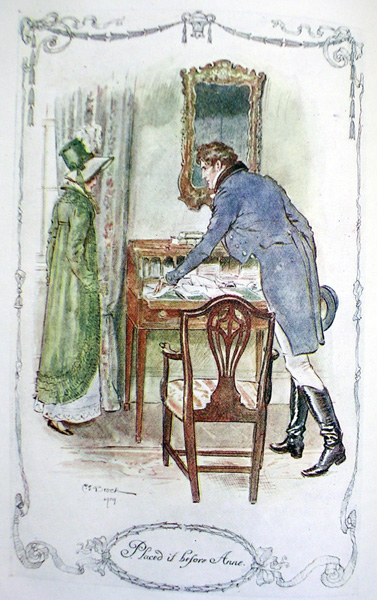
«Положил письмо перед Энн» (гл. 23)

Джейн Остин, «Эмма»
- лондонское издание 1898

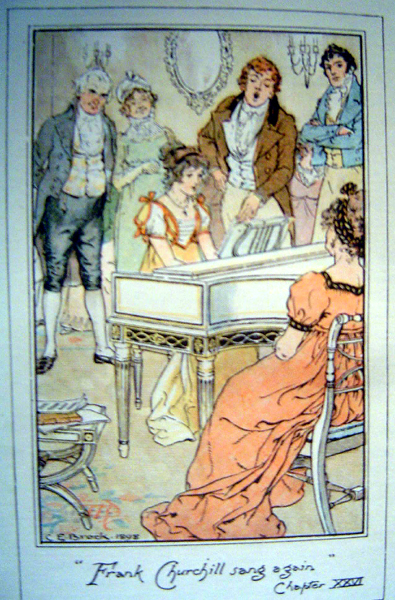
«Фрэнк Черчилл пел снова» (кн. II, гл. 8)

- издательство «J. M. Dent&Co» (Лондон), «E. P. Dutton&Co» (Нью-Йорк), 1909

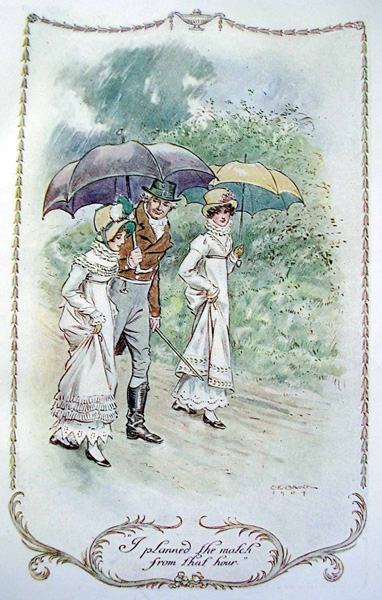
«С того самого часа я замыслила устроить этот брак» (кн. I, гл. 1)
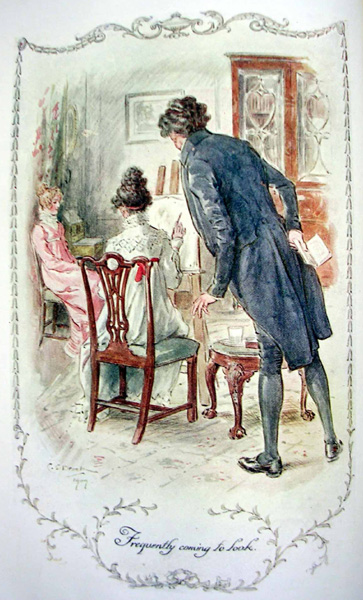
«Поминутно подходил посмотреть» (кн. I, гл. 6)
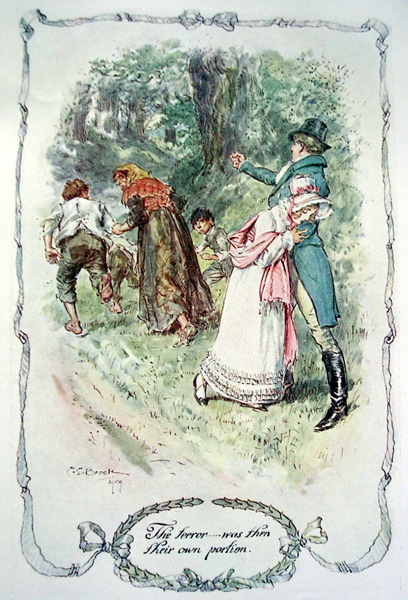
«Нагонявших ужас… теперь самих постигла та же участь» (кн. III, гл. 3)
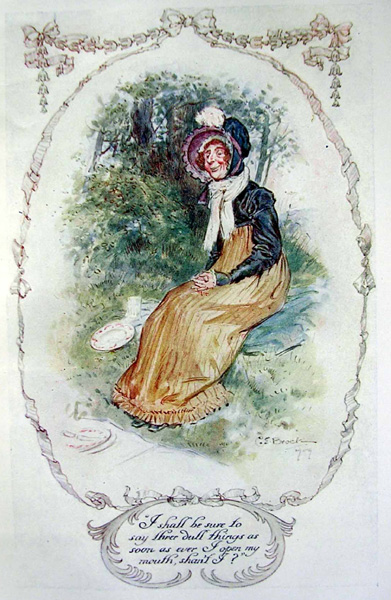
«Отъявленные глупости — как раз по моей части. Мне только стоит рот открыть…» (кн. III, гл. 7)